# Showdown!
Showdown! ist ein Bluesalbum der drei US-Musiker Albert Collins, Robert Cray und Johnny Copeland, das Ende 1985 auf dem Chicagoer Label Alligator Records erschien. Laut Label-Chef Bruce Iglauer ist es „Alligators bestverkauftes Album“.

## Album-Geschichte
Eingespielt wurde Showdown! in den Chicagoer Streeterville Studios. Begleitet wurden Collins, Cray und Copeland bei den Aufnahmen von der Rhythmusgruppe der Icebreakers, Johnny B. Gayden (Bass) und Casey Jones (Schlagzeug), sowie deren Keyboarder Allen Batts. 2011 erschien das von Bruce Iglauer und Dick Shurman produzierte Album anlässlich des 40-jährigen Jubiläums von Alligator Records als remasterte und um den Bonustrack Something to Remember You By erweiterte Reissue sowohl im CD- wie im 180g-LP-Format.

## Titelliste
1. T-Bone Shuffle (T-Bone Walker)
2. The Moon Is Full (Gwen Collins)
3. Lion’s Den (Johnny Copeland)
4. She’s Into Something (Carl Wright)
5. Bring Your Fine Self Home (Johnny Copeland)
6. Black Cat Bone (Hop Wilson & Ivory Semien)
7. The Dream (Bruce Bromberg & Robert Cray)
8. Albert’s Alley (Frank „Sonny“ Scott)
9. Blackjack (Ray Charles)
10. Something To Remember You By (Eddie „Guitar Slim“ Jones)[2]

## Auszeichnungen
- 1986: Grammy Award in der Kategorie Best Traditional Blues Recording
- 1986: Annual Blues Award (heute: Blues Music Award) in der Kategorie Contemporary Blues Album (US)